# Valeriana columbiana
Valeriana columbiana är en kaprifolväxtart som beskrevs av Charles Vancouver Piper. Valeriana columbiana ingår i släktet vänderötter, och familjen kaprifolväxter. Inga underarter finns listade i Catalogue of Life.